# الفساد في اليونان
يُعد الفساد مشكلةً في اليونان. ذكرت منظمة الشفافية الدولية عام 2012 أن الفساد لعب دورًا رئيسيًا في التسبب في الأزمة المالية اليونانية (على الرغم من أن الأزمة نفسها كانت ناجمة عن الأزمة المالية العالمية في 2007-2008، وأن الاقتصاد اليوناني كان جيدًا في معظم الفترة التي سبقت الأزمة المذكورة). وصف السياسيون اليونانيون الاحتيال الضريبي بأنه «رياضة وطنية»، إذ لم يُحصَّل من الضرائب ما يصل إلى 30 مليار يورو سنويًا، وفقًا لتقديرات عام 2012. أشارت تقديرات عام 2016 إلى أن ما بين 11 مليار يورو و16 مليار يورو سنويًا لم تكن قابلة للتحصيل. لم تُحصل مبالغ كبيرة أخرى بسبب الاحتيال في ضريبة القيمة المضافة (ضريبة المبيعات) والتهريب. في عام 2016، أطلقت منظمة التعاون الاقتصادي والتنمية واليونان والمفوضية الأوروبية مشروعًا لزيادة النزاهة والحد من الفساد في اليونان من خلال التمكين الفني للسلطات اليونانية من أجل تنفيذ خطة العمل الوطنية لمكافحة الفساد في البلاد.
حدد العديد من المراقبين الفساد السياسي باعتباره مشكلةً كبيرة.
لم تُقيم جهود الحكومة في مكافحة الفساد على أنها فعالة، وفقًا لعدة مصادر، الأمر الذي يُعزا إلى ضعف إنفاذ تشريعات مكافحة الفساد وعدم فعالية وكالات مكافحة الفساد. تعرضت أجهزة مكافحة الفساد للعراقيل بسبب التأثير السياسي المفرط والاستبدال المستمر للموظفين. أفادت وسائل الإعلام مؤخرًا عن تورط مسؤولين حكوميين رفيعي المستوى في قضايا الفساد.

## الأصل المزعوم للفساد اليوناني
عزا المعلقون داخل اليونان وخارجها هذا الخلل في الثقافة اليونانية إلى سوء إدارة الإمبراطورية العثمانية لليونان العثمانية.  في اليونان التي احتلها العثمانيون، أصبحت المقاومة الضريبية شكلًا من أشكال الوطنية، وأحيانًا شرطًا للبقاء، بينما انتشر الفساد بين مسؤولي الإمبراطورية، خاصة خلال القرون اللاحقة. تُركت أنظمة الضرائب العقارية والتجارية في حالة من الفوضى.
نالت اليونان استقلالها عام 1830، ولكن الفساد في اليونان الحديثة ومقاومة دفع الضرائب للإمبراطورية العثمانية مرتبطان أيضًا بحقيقة أن جزءًا من المسؤولين اليونانيين في الإمبراطورية (يُطلق عليهم لقب كوداباشي) احتفظوا بمناصبهم بعد الاستقلال اليوناني وأسسوا الطريقة التي كانت تدار بها الدولة اليونانية. بعد الاستقلال مباشرةً، تعرض اليونانيون لعبء ضريبي ثقيل بسبب الديون المتراكمة خلال حرب الاستقلال، الذي اقترن بالفقر والدمار الذي تسببت به الحرب. ومع ذلك، كان التهرب الضريبي مشكلةً أكبر بين كبار المسؤولين، الذين اعتادوا على عدم رقابتهم من قبل العثمانيين وسعوا للحفاظ على هذا الوضع في الدولة اليونانية.

## مدى الاحتيال الضريبي والفساد في اليونان
قبل الأزمة، كانت اليونان إحدى أسوأ دول الاتحاد الأوروبي أداءً وفقًا لمؤشر مدركات الفساد لمنظمة الشفافية الدولية؛ بحلول عام 2017، ظلت نتيجة اليونان بالقرب من المركز الأخير في الاتحاد الأوروبي.
أشارت بيانات عام 2012 إلى أن اقتصاد الظل اليوناني أو الاقتصاد الخفي، الذي حُصلت منه ضرائب قليلة أو لم يُحصل ضرائب منه، كان يمثل 24.3% من الناتج المحلي الإجمالي، مقارنة بـ 28.6% لإستونيا و 26.5% في لاتفيا و 21.6% في إيطاليا و17.1% في بلجيكا و14.7% في السويد و13.7% في فنلندا و13.5% في ألمانيا (تحسن الوضع بالنسبة لليونان، جنبًا إلى جنب مع معظم دول الاتحاد الأوروبي، بحلول عام 2017). بالنسبة لليونان، حيث كانت نسبة العاملين لحسابهم الخاص أكثر من ضعف متوسط الاتحاد الأوروبي في عام 2013، اتُبِع نمط معروف جيدًا، إذ يرتبط الاحتيال الضريبي بنسبة السكان العاملين الذين يعملون لحسابهم الخاص.
حاولت العديد من الحكومات اليونانية المتعاقبة في الماضي تحسين الوضع. أطلِقت توصية بزيادة سريعة في الإيرادات الحكومية من خلال تطبيق نظام أكثر فاعلية لتحصيل الضرائب.  ومع ذلك، يُقدر أن تنفيذ الإصلاحات المناسبة عملية بطيئة، وتتطلب فترتين تشريعيين على الأقل قبل أن تبدأ في التأثير.
في الربع الأخير من عام 2005، تبين أن 49% من الشركات التي خضعت للتفتيش من قبل السلطات الضريبية قد ارتكبت مخالفات ضريبية، بينما انخفض الرقم في يناير 2006 إلى 41.6%. خلصت دراسة أجراها باحثون من جامعة شيكاغو إلى أن الاحتيال الضريبي عام 2009 من قبل العاملين لحسابهم الخاص وحدهم في اليونان (محاسبون وأطباء أسنان ومحامون ومدرسون خصوصيون ومستشارون ماليون مستقلون) كان 28 مليار يورو أو 31% من عجز الميزانية تلك السنة.
قالت شبكة العدالة الضريبية إن هناك أكثر من 20 مليار يورو في الحسابات المصرفية السويسرية يحتفظ بها اليونانيون. نُقل عن وزير المالية اليوناني السابق، إيفانجيلوس فينيزيلوس، قوله إن حوالي 15 ألف فرد وشركة يدينون لمحصلي الضرائب بمبلغ 37 مليار يورو. بالإضافة إلى ذلك، تقدر شبكة العدالة الضريبية عدد الشركات الخارجية المملوكة لليونانيين بأكثر من 10 آلاف شركة.
أشار تقرير صدر في منتصف عام 2017 إلى فرض ضرائب على اليونانيين إلى أقصى حد ويعتقد الكثيرون أن مخاطر فرض عقوبات على الاحتيال الضريبي أقل خطورة من مخاطر الإفلاس. إن إحدى طرق التهرب هي ما يسمى بالسوق السوداء أو الاقتصاد الرمادي أو اقتصاد الظل؛ يُمارس العمل مقابل الدفع النقدي الذي لا يُعلن عنه كدخل؛ كذلك، لا تُحصل ضريبة القيمة المضافة وتحويلاتها. أشار تقرير صدر في يناير 2017 من قبل مركز أبحاث ديانيوسيس إلى أن إجمالي الضرائب غير المسددة في اليونان في ذلك الوقت بلغ حوالي 95 مليار يورو، ويُعد هذا ارتفاعًا عن المبلغ المقدر بـ 76 مليار يورو في عام 2015، وكان من المتوقع أن يكون معظمها غير قابل للتحصيل. قدرت دراسة أخرى في أوائل عام 2017 أن الخسارة التي تكبدتها الحكومة نتيجة الاحتيال الضريبي كانت بين 6% و9% من الناتج المحلي الإجمالي للبلاد، أو ما يقرب من 11 مليار و16 مليار يورو سنويًا.
يُعد النقص في تحصيل ضريبة القيمة المضافة (ضريبة المبيعات) كبيرًا أيضًا. في عام 2014، جمعت الحكومة 28% أقل مما كانت يُدان به لها؛ كان هذا النقص حوالي ضعف المتوسط في الاتحاد الأوروبي. كان المبلغ غير المحصل في ذلك العام حوالي 4.9 مليار يورو. قدرت دراسة ديانيوسيس أن 3.5% من الناتج المحلي الإجمالي ضاع بسبب الاحتيال في ضريبة القيمة المضافة، في حين بلغت الخسائر الناجمة عن تهريب الكحول والتبغ والبنزين ما يقرب من 0.5% من الناتج المحلي الإجمالي للبلاد.

### فيكلاكي
في اليونانية، تعني كلمة فيكلاكي المغلف الصغير ولكنها تستخدم أيضًا في الثقافة الشعبية اليونانية كمصطلح مهني يشير إلى رشوة الموظفين في القطاع العام والشركات الخاصة من قبل المواطنين اليونانيين من أجل تسريع الخدمة. ووفقًا لهذه الممارسة، تُدس المبالغ المالية في الملفات وتُمرر عبر المكتب لتأمين المواعيد والموافقة على المستندات والتصاريح. ارتبط المصطلح بشكل أساسي بالفساد بين أطباء خدمة الرعاية الصحية الوطنية.